# Bletia neglecta
Bletia neglecta là một loài thực vật có hoa trong họ Lan. Loài này được Sosa mô tả khoa học đầu tiên năm 1994.